# سالزیگوتوو (شهرستان مچتلینسکی، باشقیرستان)
سالزیگوتوو (انگلیسی: Salzigutovo, Mechetlinsky District, Republic of Bashkortostan) یک شهرک در شهرستان مچتلینسکی استان باشقیرستان کشور روسیه است.